# Фулджер, Мирча
Мирча Фулджер (рум. Mircea Fulger; род. 26 января 1959, Хырсешти) — румынский боксёр, представитель первой полусредней весовой категории. Выступал за сборную Румынии по боксу в первой половине 1980-х годов, бронзовый призёр летних Олимпийских игр в Лос-Анджелесе, двукратный чемпион румынского национального первенства, победитель и призёр турниров международного значения. Также известен как боксёрский судья и рефери на ринге.

## Биография
Мирча Фулджер родился 26 января 1959 года в коммуне Хырсешти, жудец Арджеш, Румыния.
Первого серьёзного успеха на взрослом международном уровне добился в сезоне 1981 года, когда вошёл в состав румынской национальной сборной и побывал на чемпионате Балкан в Пуле, откуда привёз награду серебряного достоинства, выигранную в первой полусредней весовой категории — в решающем финальном поединке уступил югославу Мирко Пузовичу.
В 1982 году впервые стал чемпионом Румынии по боксу, получил бронзу на международном турнире «Трофео Италия» в Венеции и серебро на чемпионате Балкан в Бурсе, выступил на чемпионате мира в Мюнхене, где на стадии четвертьфиналов был остановлен кубинцем Карлосом Гарсией.
В 1983 году вновь выиграл румынское национальное первенство, взял бронзу на турнире TSC в Берлине и серебро на турнире «Золотой пояс» в Бухаресте. Принял участие в матчевой встрече со сборной ГДР, выиграв досрочно у восточногерманского боксёра Торстена Шульца.
Одолел всех оппонентов на турнире «Золотой пояс» 1984 года и благодаря череде удачных выступлений удостоился права защищать честь страны на летних Олимпийских играх в Лос-Анджелесе — благополучно прошёл здесь первых троих оппонентов по турнирной сетке, тогда как в четвёртом полуфинальном бою со счётом 0:5 потерпел поражение от тайца Дхои Ампонмаха и получил таким образом бронзовую олимпийскую медаль. Стал первым представителем жудеца Арджеш, кому удалось подняться на пьедестал почёта Олимпийских игр.
По окончании Олимпиады Фулджер завершил спортивную карьеру, но затем ещё в течение многих лет принимал участие в боксёрских поединках в качестве судьи и рефери на ринге.